# Rathaus (Alsheim)

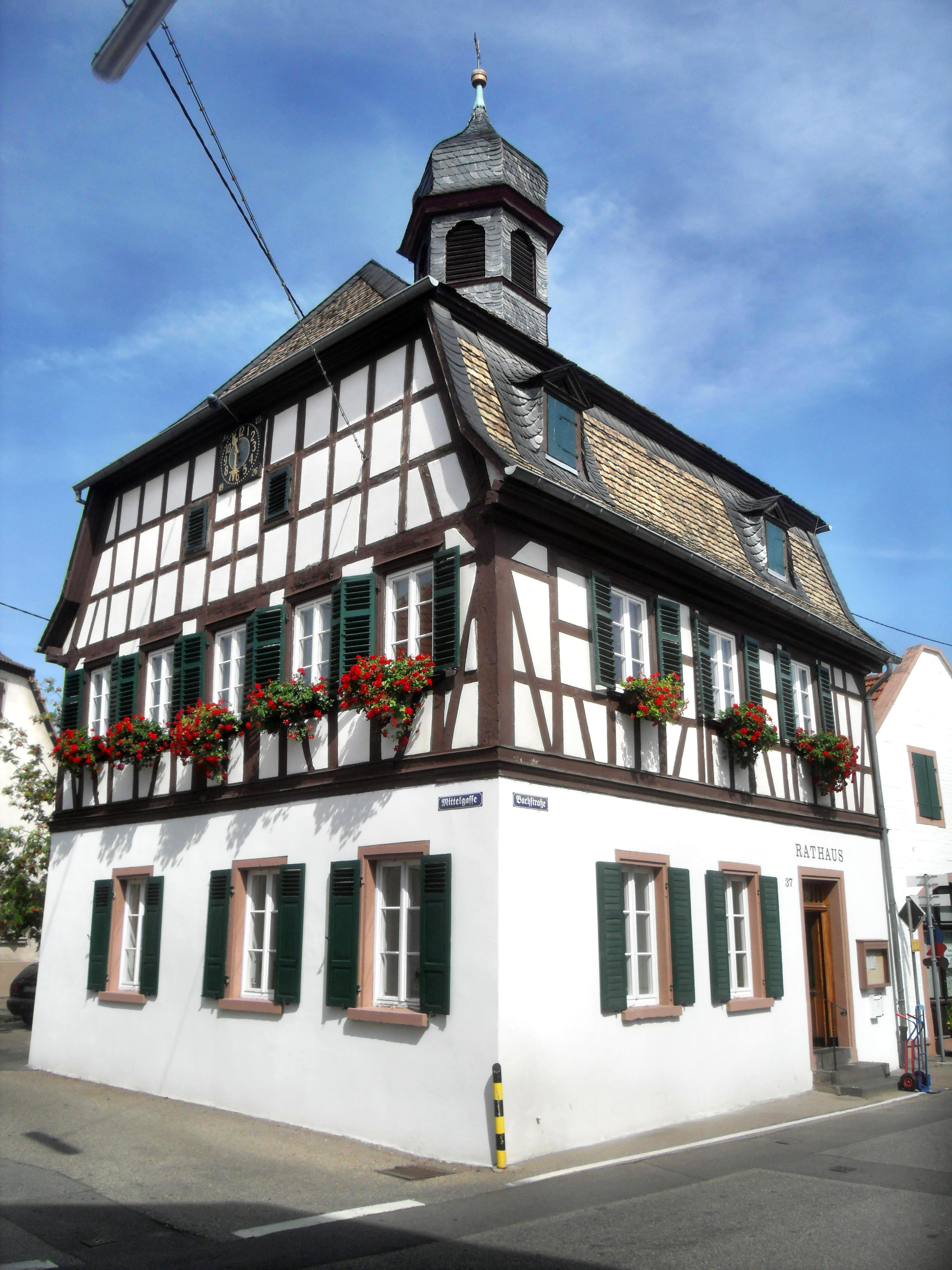
Rathaus in Alsheim

Das Rathaus in Alsheim, einer Ortsgemeinde im Landkreis Alzey-Worms in Rheinland-Pfalz, wurde 1739 erbaut. Das zweigeschossige Rathaus an der Bachstraße 37, an der Ecke zur Mittelgasse, ist ein geschütztes Kulturdenkmal.
Der barocke Mansardwalmdachbau in Fachwerkbauweise prägt den Ortsmittelpunkt. Das Ortswappen über der Eingangstür, zwei gekreuzte Bischofsstäbe, erinnert an ein Gerichtssiegel aus dem Jahr 1606. Das Gebäude wird von einem achteckigen Dachreiter mit Zwiebelhaube bekrönt.